# Bruno Mattei
Bruno Mattei (ur. 30 lipca 1931 w Rzymie, zm. 21 maja 2007 tamże) – włoski reżyser, montażysta i scenarzysta filmowy.
Zyskał sławę jako twórca projektów dziwacznych i obskurnych, które stały się filmami kultowymi. Realizował filmy eksploatacji, w tym filmy o kobietach w więzieniu, nunsploitation, zombie, mondo, kanibalistyczne i nazi exploitation. Filmy Mattei często podążały za popularnymi trendami gatunkowymi epoki. Mattei kontynuował pracę jako reżyser głównie na Filipinach aż do swojej śmierci w 2007, tuż przed rozpoczęciem produkcji swojego piątego filmu Zombie.
Na przestrzeni swojej ponad czterdziestoletniej kariery używał wielu pseudonimów, przede wszystkim znamiennego „Vincent Dawn”, nawiązującego do horroru George’a A. Romero Dawn of the Dead. Nazywany jest także „włoskim Edem Woodem”.

## Życiorys
Urodził się w Rzymie. Wychowywał się przy filmach, ponieważ jego ojciec był właścicielem studia montażowego. Studiował w Centro Sperimentale Centrale, państwowej szkole filmowej, którą ukończył w 1951.
Karierę filmowca zapoczątkował jako asystent montażysty Ludwik Medyceusz (Giovanni dalle Bande Nere, 1956) z Vittoriem Gassmanem i filmu przygodowego Pirat Czarnego Jastrzębia (Il pirata dello sparviero nero, 1958), a także produkcji peplum z Ettorem Mannim. Następnie pracował jako montażysta, m.in. filmu dokumentalnego Bitwy na morzach (Battaglie sui mari, 1961) i dramatu Krew i wyzwanie (Il sangue e la sfida, 1962) z udziałem Johna Kitzmillera.
Jego debiutem reżyserskim był film eksploatacji Armida, dramat panny młodej (Armida, Il Dramma di Una Sposa, 1970). W 1975 wspólnie z Joe D’Amato napisał scenariusz do dreszczowca Zemsta Emanuelle (Emanuelle e Françoise (Le sorelline)) z George’em Eastmanem w roli sadystycznego kochanka Carla. Potem pojawiły się jego filmy o tematyce nazistowskiej, takie jak SS Girls (1977; znany też jako Private House for the SS) z Lucianem Pigozzim i Obóz kobiet 119 (KZ9 – Lager di Sterminio, 1977), kilka filmów dokumentalnych mondo z udziałem Laury Gemser, Seksowny nocny raport (Le Notti porno nel mondo, 1977) i Emanuelle, porno nocnego świata nr 2 (Emanuelle le Porno Notti del Mondo N. 2, 1977), filmy dotyczące chrześcijańskich mniszek żyjących w klasztorach w średniowieczu takie jak Śluby krwi. Prawdziwa historia zakonnicy z Monzy (La vera storia della monaca di Monza, 1980) z Zorą Kerovą, komedia Cicciolina amore mio (1979) z Ciccioliną oraz horrory – Piekło żywych trupów (Virus – l’inferno dei morti viventi, 1980), który stał się najbardziej niesławnym z jego filmów, i Inne piekło (L’altra inferno, 1981).
W 1983 podjął się reżyserii kontrowersyjnego filmu Emanuelle ucieka z piekła (Women’s Prison Massacre/Blade Violent – I violenti) – spin offu filmu Justa Jaeckina pt. Emmanuelle, dziś uznanego europejskiego erotyka.
W ciągu kolejnych lat swej kariery Mattei stworzył szereg filmów ekstremalnie zróżnicowanych gatunkowo (filmy wojenne, sensacyjne, fantastycznonaukowe, dreszczowce czy dramaty kryminalne), zawsze jednak powstałych minimalnym budżetem i natychmiast po premierze uznanych za tandetne. Współpracował z aktorami niszowymi, takimi jak Reb Brown, Brent Huff, Miles O’Keeffe, Donald Pleasence czy Lou Ferrigno. Za popularne wśród tytułów Matteiego uchodzą: Szczury: Noc grozy! (Rats: Night Of Terror), Zombie – pożeracze mięsa 2 (Zombi 3), nakręcony we współpracy z Lucio Fulcim, Strike Commando, Strike Commando II, Cruel Jaws, nieoficjalna, telewizyjna kontynuacja Szczęk.
W 1996 stworzył film Ljuba (Body and Soul), by następnie na pięć lat odizolować się od włoskiej branży filmowej. Dopiero w 2001 powrócił do reżyserowania. Jego ostatni film, Zombies: The Beginning, powstał jako sequel nadmienionego Piekła żywych trupów.
Na początku maja 2007 Mattei był hospitalizowany z powodu komplikacji związanych z nowotworem ośrodkowego układu nerwowego. Zmarł 21 maja w wieku 75 lat.